# Deurag-Nerag

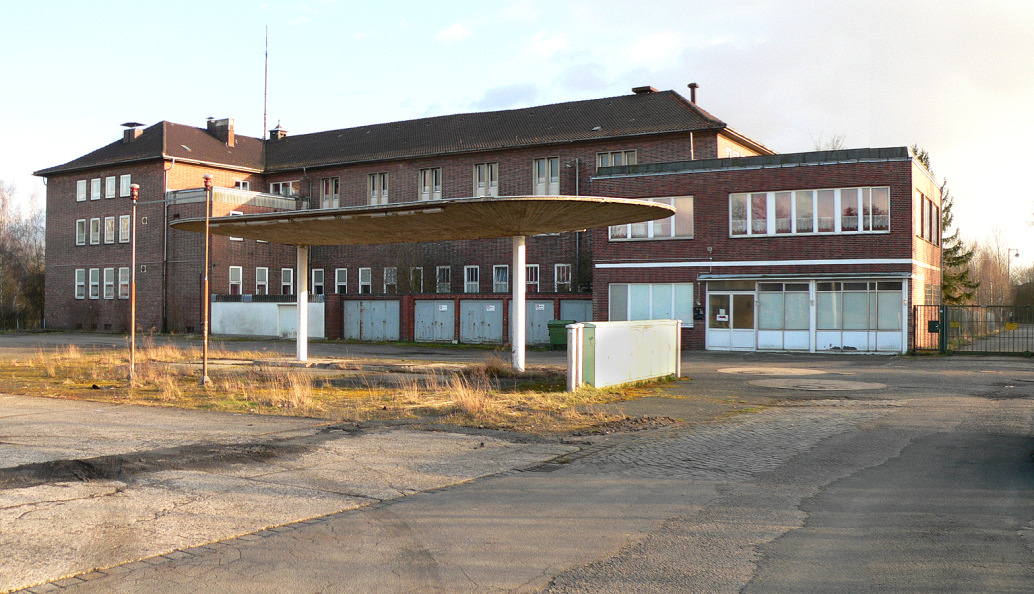
Ehemaliges Verwaltungsgebäude

Die Deurag-Nerag war eine große Erdölraffinerie in Misburg bei Hannover (seit der Eingemeindung 1974 Hannover-Misburg). Der Doppelname setzt sich aus zwei symbiotisch arbeitenden Raffineriezweigen zusammen: Deurag steht für Deutsche Raffinerie AG, Nerag für die später hinzugekommene Neue Erdölraffinerie AG, die Flugmotorenöl herstellte. Nach dem Unternehmen ist eine Straße am früheren Werksgelände benannt.
Bis heute besteht die Erdöl-Raffinerie Deurag-Nerag GmbH, in deren Besitz sich das ehemalige Betriebsgelände befindet. Anteilseigner der GmbH sind die BEB Erdgas und Erdöl (80 %), die Shell Erdgasbeteiligungsgesellschaft (10 %) sowie die Esso Deutschland (10 %). Die technische Betriebsführung der Deurag-Nerag wurde 2002 auf die ExxonMobil Production Deutschland übertragen.

## Geschichte

### Die Anfänge
Der Gedanke zur Gründung der Raffinerie ging auf die schwierige Verarbeitungssituation der in Nordwestdeutschland vorhandenen Rohöle zurück. Da diese Rohöle sehr schwer und für normale Anlagen nicht geeignet waren, musste eine Raffinerie gebaut werden, die hierzu in der Lage war. So schlossen sich die Preussag und die Elwerath im April 1931 zur „Deutschen Raffinerie AG“ zusammen. An der Deurag waren die Elwerath zu 34 %, Preussag zu 33 % und die Ossag und Rhenania-Ossag zu je 16,5 % beteiligt.

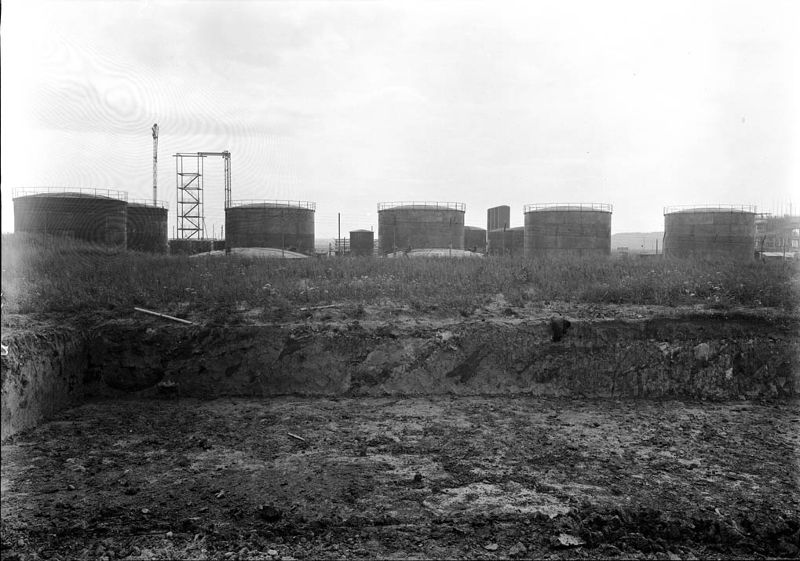
Tanklager, gesehen von einer „Sandgrube in Grundmoräne Seelberg“;
Foto von Wilhelm Pietzsch, 1936

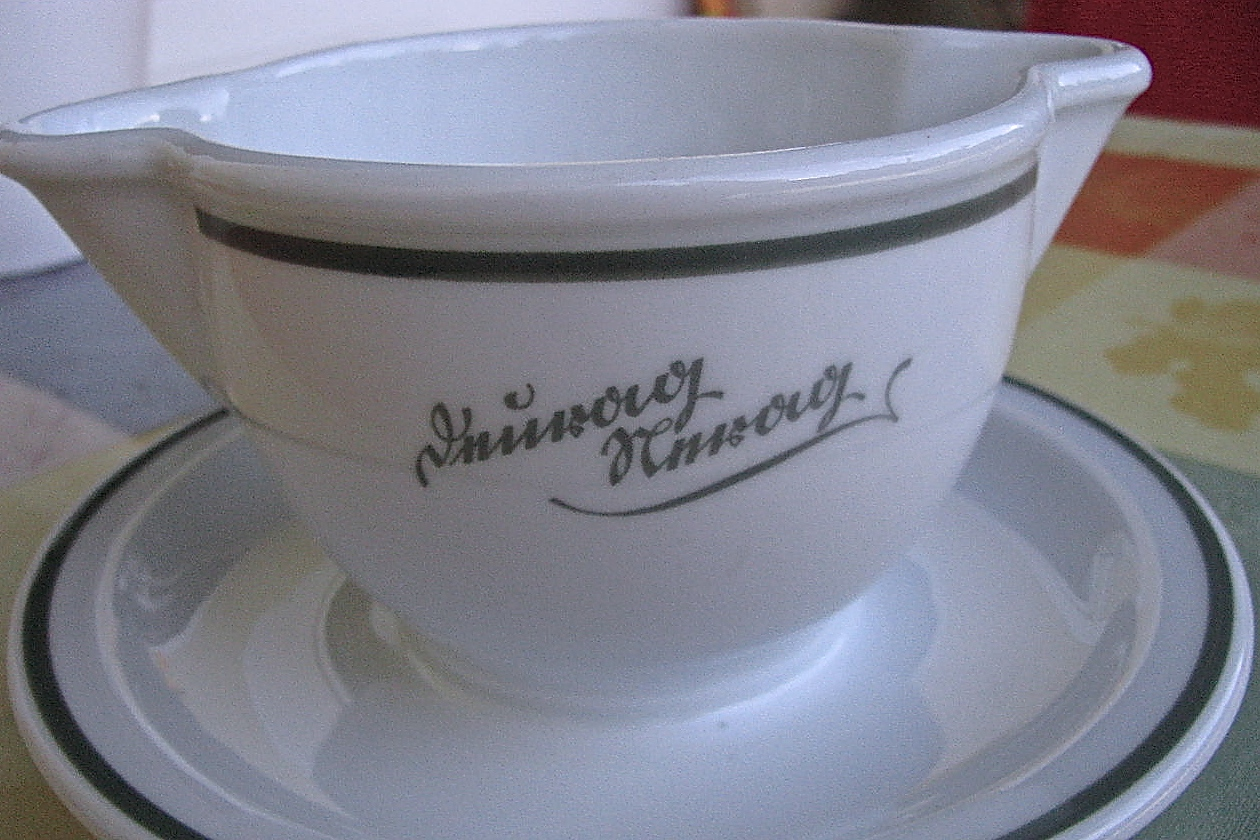
Suppentasse für die Betriebskantine der Deurag-Nerag. Das NS-Amt Schönheit der Arbeit hatte das Geschirr der Firma Bauscher als mustergültig empfohlen.

Dem damaligen Misburger Bürgermeister Gustav Bratke gelang es, die Raffinerie „Gewerkschaft Erdöl-Raffinerie Deurag-Nerag“ am verkehrstechnisch günstigen Standort nahe Hannover anzusiedeln. Das Gelände hatte eine gute Verkehrsanbindung: über den Stichkanal Misburg bestand eine Verbindung zum Mittellandkanal, der Güterbahnhof Misburg war an die Güterumgehungsbahn Hannover angebunden.
1931 wurde mit dem Bau der Deurag begonnen. Die Raffinerie nahm 1932 den Betrieb auf. 1935 wurde die Schwesterfirma Nerag im westlich und südlich angrenzenden Bereich eröffnet. Beide Unternehmen arbeiteten von Anfang an eng zusammen und verfügten über eine gemeinsame Verwaltung. Die Fusion beider Werke zur Deurag-Nerag erfolgte 1955.
Die Deurag umfasste zunächst eine Topdestillation, eine Dubbs-Crackanlage, zwei Kokskammern sowie nachgeschaltete Redestillations- und Raffinationsstufen. Bereits 1933 wurden 110.000 t Rohöl nach dem amerikanischen Dubbs-Verfahren mit einem Eigenverbrauch von 6,5 % verarbeitet. Die Produkte bestanden zu 43 % aus Benzin, 19 % Petrolkoks, 16,5 % Diesel und 7,5 % Petroleum und Gas.

### Luftangriffe

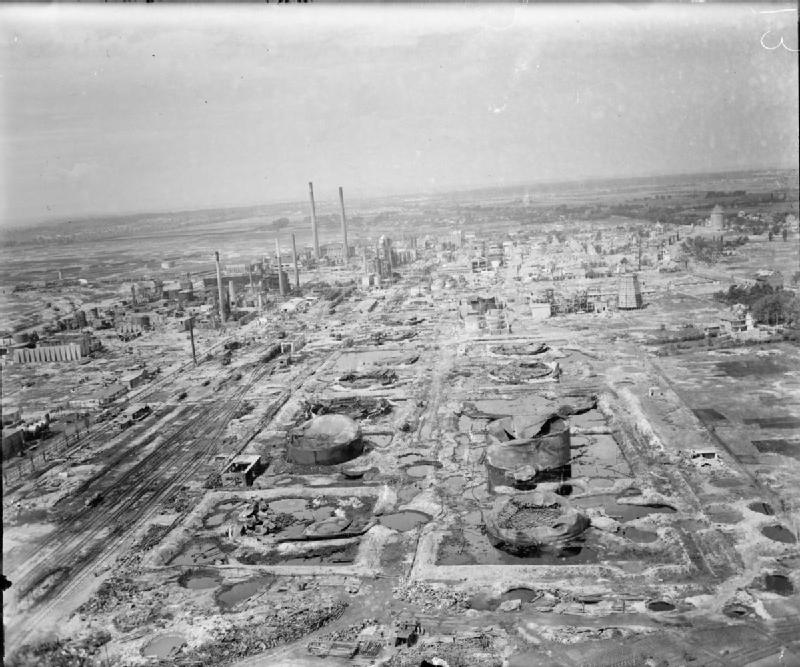
Zerstörungen im Zweiten Weltkrieg

Die Deurag-Nerag war während des Zweiten Weltkriegs einer der wichtigsten Lieferanten von Spezialschmierölen. 1944 lieferte der Betriebsteil Nerag ca. 40 % der von Deutschland benötigten Flugmotorenöle. Neben den Ölraffinerien wurden auch Anlagen zur Herstellung von synthetischem Benzin unterhalten. Damit war die Deurag-Nerag für die Alliierten ein kriegswichtiges Ziel. Daneben waren dies auch die ökonomisch ebenso bedeutenden Zementfabriken Misburgs. Daher wurde Misburg im Rahmen der alliierten Luftoffensive gegen die deutsche Mineralölindustrie bei circa 45 alliierten Luftangriffen auf Hannover von ca. 40.000 Spreng- und Brandbomben getroffen, 60 % der Wohnhäuser wurden vernichtet oder beschädigt. Dabei trafen nur knapp 4 % der Bomben die Raffinerie. Eine begonnene U-Verlagerung in die Nähe von Porta Westfalica (Projekt Dachs I) wurde bis Kriegsende nicht fertiggestellt.
Der Schriftsteller Ernst Jünger, der ab September 1944 im nahen Kirchhorst lebte, hat in seinen Tagebuchaufzeichnungen „Kirchhorster Blätter“ zu den Luftangriffen auf Misburg vermerkt:
„16. September 1944. Zahlreiche Überfliegungen. Misburg, das Hauptziel in der näheren Umgebung, wurde wieder getroffen, und große Ölvorräte brannten jenseits des Moores unter bleigrauen Rauchwolken ab...“
Am 15. März 1945, dem Tag des schwersten Luftangriffs auf Misburg, notierte er:
„Abends, während dieser Eintragungen, einer der schwersten Angriffe auf Misburg. Kundschafterflugzeuge säten zuerst eine wahre Allee von orangegelben Leuchtzeichen, sodann folgten die Abwürfe.“
Zum Schutz von Belegschaft und Anwohnern (die meisten Arbeiter lebten auch mit ihren Familien in unmittelbarer Nähe der Deurag-Nerag) entstanden in den Kriegsjahren auf dem Firmengelände vier Hochbunker, von denen zwei bis heute existieren.

### KZ-Außenlager

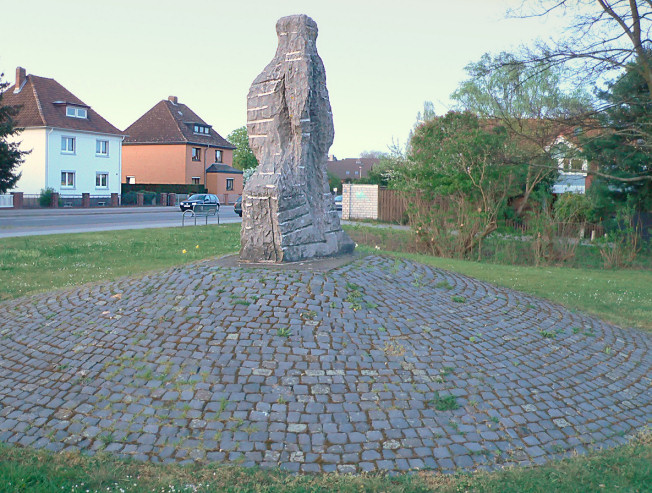
Mahnmal für das frühere KZ-Außenlager in Misburg von Eugène Dodeigne

Nahe dem Werkgelände der Ölraffinerie und dem Hydrierwerk befand sich von Juni 1944 bis April 1945 das KZ-Außenlager Hannover-Misburg des KZ Neuengamme. Die 1000 bis 1200 Häftlinge, die stets im Lager anwesend waren, kamen zum größten Teil aus der Sowjetunion, Polen und Frankreich. Daneben gab es auch kleinere Nationalitätengruppen aus den Niederlanden und Belgien. Die Anzahl der deutschen Häftlinge war mit etwa 30 gering. Funktionsposten vergab die SS vorzugsweise an sogenannte BVler. Die KZ-Häftlinge wurden bei Aufräumarbeiten auf dem durch Bombenangriffe beschädigten Raffineriegelände der Deurag-Nerag eingesetzt. 55 sind nachweislich zu Tode gekommen; es waren vermutlich wesentlich mehr. Wenige Wochen vor der Kapitulation wurden die marschfähigen Häftlinge auf einen Todesmarsch Richtung Stammlager Neuengamme gezwungen. Er endete am 8. April 1945 im KZ Bergen-Belsen. Schon nicht mehr marschfähige Häftlinge wurden mit Lastkraftwagen dorthin transportiert.
Seit 1979 erinnert eine Gedenktafel auf dem Waldfriedhof an das nahebei erlittene Unrecht.
Auf dem früheren Lagergelände an der Hannoverschen Straße in Höhe des Mittellandkanals wurde 1989 als Mahnmal eine Skulptur von Eugène Dodeigne aufgestellt.

### Schließung

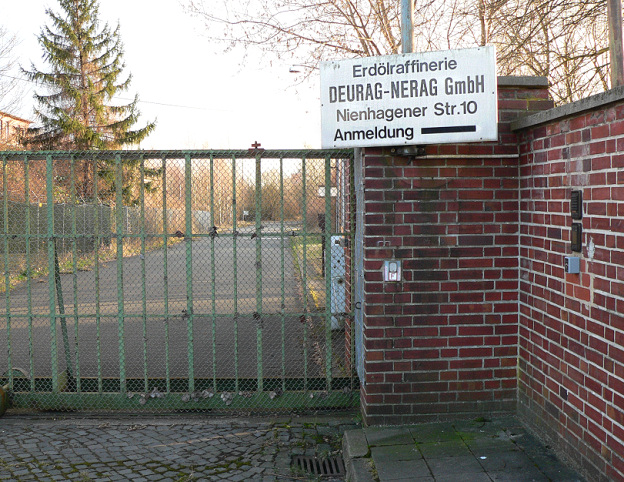
Eingangstor

1986 schloss die Deurag-Nerag infolge von Überkapazitäten der deutschen Rohölverarbeitung, Teuerungen auf dem Ölmarkt und angeblicher Überalterung der Raffinerie. Die Werksanlagen wurden in den Folgejahren abgebaut. 1987 wurden die aus Ziegelsteinen bestehenden Schornsteine gesprengt.
2001 wurde die Deurag-Nerag-Straße in Misburg nach dem Erdölunternehmen benannt.
Im Jahr 2003 gab es politische Bestrebungen, das Gelände für die Internationale Gartenbauausstellung (IGA) 2017 zu nutzen. Eine Bewerbung Hannovers kam aber nicht zustande.
2007 erfolgte auf dem Gelände südlich vom Stichkanal Misburg der Abbruch der ungenutzten Tanklager. Auf einem Teil des Südgeländes wird heute ein Tanklager von VTG-Lehnkering betrieben. Das Nordgelände ist (bis auf das Verwaltungsgebäude) komplett geräumt und inzwischen stark bewachsen. Aufgrund der nur unzureichend geklärten Schadstoffbelastung des Bodens ist eine Nachnutzung noch unklar.
Im Frühjahr 2014 wurde das Verwaltungsgebäude auf dem Nordgelände abgerissen. Auf dem ehemaligen Tankstellengelände davor sind inzwischen freistehende Einfamilienhäuser entstanden.